# Stuk (single)
Stuk is een single van het Nederlandse dj-team The Partysquad met de Nederlandse rappers Dio, Sef, en Sjaak en producer Reverse uit 2008. Op het album Total Los Vol. 1 van The Partysquad zijn twee remixen van het nummer te vinden; één door Chuckie en één door Hardwell.

## Achtergrond
Stuk is geschreven door Yousef Gnaoui, Mehdi Chafi, Diorno Braaf, Ruben Fernhout en Sergio van Gonter en geproduceerd door Reverse. Het was voor zowel Sef als Sjaak als Reverse de eerste single die zij als (solo)artiest uitbrachten. Het lied is de titelsong voor de film Alibi uit 2008. In de videoclip, gemaakt door Habbekrats Reclame, spelen acteurs Achmed Akkabi en Egbert-Jan Weeber dezelfde personages die zij in de film spelen. Het lied stond redelijk hoog in de hitlijsten. In de Nederlandse Top 40 werd de zesde plaats behaald en was het negen weken in de lijst te vinden. Het stond twaalf weken in de Single Top 100 met als piekpositie de elfde plek. Buiten Nederland behaalde het nummer geen noteringen.